# Terebra waikikiensis
Terebra waikikiensis é uma espécie de gastrópode do gênero Terebra, pertencente à família Terebridae.